# Tyler Clary
Scott Tyler Clary (ur. 12 marca 1989 w Redlands) – amerykański pływak, mistrz olimpijski, trzykrotny medalista mistrzostw świata na długim basenie, trzykrotny medalista mistrzostw świata na basenie krótkim.
Największym sukcesem w karierze Clary'ego jest wywalczenie złotego medalu w 2012 roku podczas igrzysk olimpijskich w Londynie na długości 200 m stylem grzbietowym. Dystans Amerykanin przepłynął w 1:53.41 ustanawiając rekord olimpijski.
Na Mistrzostwach świata na długim basenie Clary ma w swoim dorobku trzy medale. Pierwszy wygrał w 2009 roku w Rzymie w konkurencji 400 m stylem zmiennym. Dwa lata później w Szanghaju ponownie zdobył srebrny medal na tym dystansie oraz brązowy na 200 m stylem grzbietowym.
W 2010 roku w Dubaju podczas mistrzostw świata na basenie krótkim Clary wywalczył srebrny medal oraz dwukrotnie brązowy. Srebro zdobył na 200 m stylem grzbietowym, natomiast brązowe medale na 200 m i 400 m stylem zmiennym.